# Юр'янське міське поселення
Юр'я́нське міське поселення (рос. Юрьянское городское поселение) — адміністративна одиниця у складі Юр'янського району Кіровської області Росії. Адміністративний центр поселення та єдиний населений пункт — селище міського типу Юр'я.

## Історія
Поселення було утворене згідно із законом Кіровської області від 7 грудня 2004 року № 284-ЗО у рамках муніципальної реформи.

## Населення
Населення поселення становить 5364 особи (2017; 5404 у 2016, 5367 у 2015, 5433 у 2014, 5436 у 2013, 5446 у 2012, 5668 у 2010, 6169 у 2002).